# Klaus Ott
Klaus Ott (* 17. Mai 1959 in Ochsenfurt) ist ein deutscher Journalist. Er gilt als einer der profiliertesten investigativen Journalisten.

## Leben
Klaus Ott wuchs in Kitzingen und Ochsenfurt auf und schrieb am Gymnasium Marktbreit Abitur. Bereits als Schüler engagierte er sich in der Jugend- und Alternativpresse und war 1981/82 Vorsitzender der Schülerzeitungsvereinigung Junge Presse Bayern. Nach mehrjähriger Tätigkeit als freier Journalist wurde er Redakteur bei der Süddeutschen Zeitung.

## Leistungen
Klaus Ott machte sich durch gründliche Recherche einen Namen. Er war maßgeblich an der Aufdeckung der Amigo-Affäre beteiligt. Weiter galt er als intensiver Beobachter des in den 1980er-Jahren eingeführten Privatfunks, insbesondere anlässlich des Zusammenbruchs der Kirch-Gruppe im Jahr 2002. Ein weiteres seiner Spezialgebiete ist der öffentliche Personenverkehr.
2008 befasste er sich intensiv mit den Hintergründen der Krise um die Bayerische Landesbank. 2014 machte er die Bestechungs-Affäre um Krauss-Maffei Wegmann-Panzer-Exporte nach Griechenland mit den ehemaligen SPD-Abgeordneten Dagmar Luuk und Heinz-Alfred Steiner publik.
Im August 2023 war Klaus Ott an der Aufdeckung und Veröffentlichung der „Flugblattaffäre“ rund um den Bundesvorsitzenden der Freien Wähler Hubert Aiwanger beteiligt.

## Auszeichnungen
| Jahr    | Preis | Anlass |
| ------- | --- | --- |
| 1993    | 2. Wächterpreis der Stiftung „Freiheit der Presse“ (zusammen mit den SZ-Kollegen Christiane Schlötzer-Scotland, Hans Holzhaider und Michael Stiller) | Investigative journalistische Leistung in der Amigo-Affäre |
| 1996    | Bert-Donnepp-Preis | „Dass man heute zwar nicht weiß, aber wissen könnte, was eine Landesmedienanstalt ist und tut, verdanken wir ihm.“ (Laudatio von Norbert Schneider)                  |
| 1997/98 | 1. Wächterpreis der Stiftung „Freiheit der Presse“                                                                                                   | Artikelserie über eine geplante Kreditvergabe in ungewöhnlicher Höhe an den Medienunternehmer Leo Kirch durch die Bayerische Landesanstalt für Aufbaufinanzierung    |
| 2006    | „Wirtschaftsjournalist des Jahres“ | Auszeichnung durch das Medium Magazin |
| 2007    | Henri-Nannen-Preis | Beste investigative Leistung für „Siemens / Schmiergeldskandal“ in Süddeutsche Zeitung                                                                               |
| 2010    | 1. Preis beim Helmut-Schmidt-Journalistenpreis | Artikel über die Übernahme der Hypo Group Alpe Adria durch die Bayerische Landesbank                                                                                 |
| 2010    | „Wirtschaftsjournalist des Jahres“ | Auszeichnung durch das Medium Magazin |
| 2012    | Henri-Nannen-Preis, Kategorie beste investigative Leistung                                                                                           | zusammen mit Hans Leyendecker und Nicolas Richter; sie lehnten die Annahme ab, da zugleich Redakteure der Bild-Zeitung den Preis in der gleichen Kategorie erhielten |
| 2024    | Sternn-Preis, Kategorie beste Geschichte des Jahres                                                                                                  | zusammen mit Katja Auer, Sebastian Beck, Andreas Glas und Johann Osel für die Flugblatt-Affäre um Hubert Aiwanger in der Süddeutschen Zeitung                        |